# Бад Грунд (Харц)
Бад Грунд (њем. Bad Grund) град је у њемачкој савезној држави Доња Саксонија. Једно је од 16 општинских средишта округа Остероде ам Харц. Према процјени из 2010. у граду је живјело 2.429 становника. Посједује регионалну шифру (AGS) 3156001.

## Географски и демографски подаци
Бад Грунд се налази у савезној држави Доња Саксонија у округу Остероде ам Харц. Град се налази на надморској висини од 295 метара. Површина општине износи 7,1 km². У самом граду је, према процјени из 2010. године, живјело 2.429 становника. Просјечна густина становништва износи 341 становника/km².

## Међународна сарадња
| Мјесто      | Држава    | Врста сарадње | Од    |
| ----------- | --------- | ------------- | ----- |
| Бек ен Донк | Холандија | партнерство   | 1983. |
| Бек ен Дук  | Холандија | партнерство   | 1985. |
| Извор       |           |               |       |